# Durella connivens
Durella connivens är en svampart som först beskrevs av Elias Fries, och fick sitt nu gällande namn av Rehm 1881. Durella connivens ingår i släktet Durella och familjen Helotiaceae.  Arten är reproducerande i Sverige. Inga underarter finns listade i Catalogue of Life.